# Agrilus

Budowa larwy Agrilus sp.

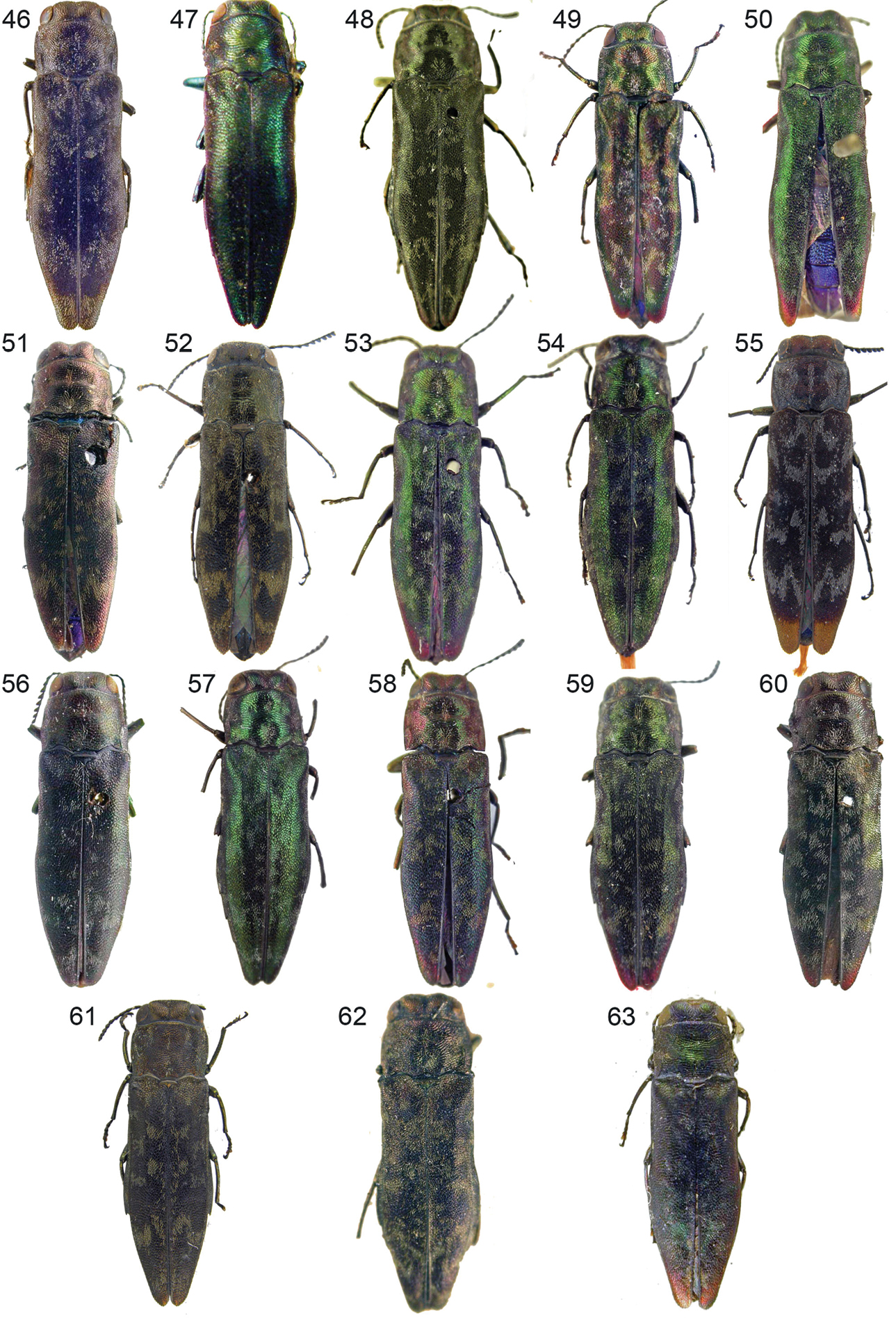
Agrilus sp, różne gatunki

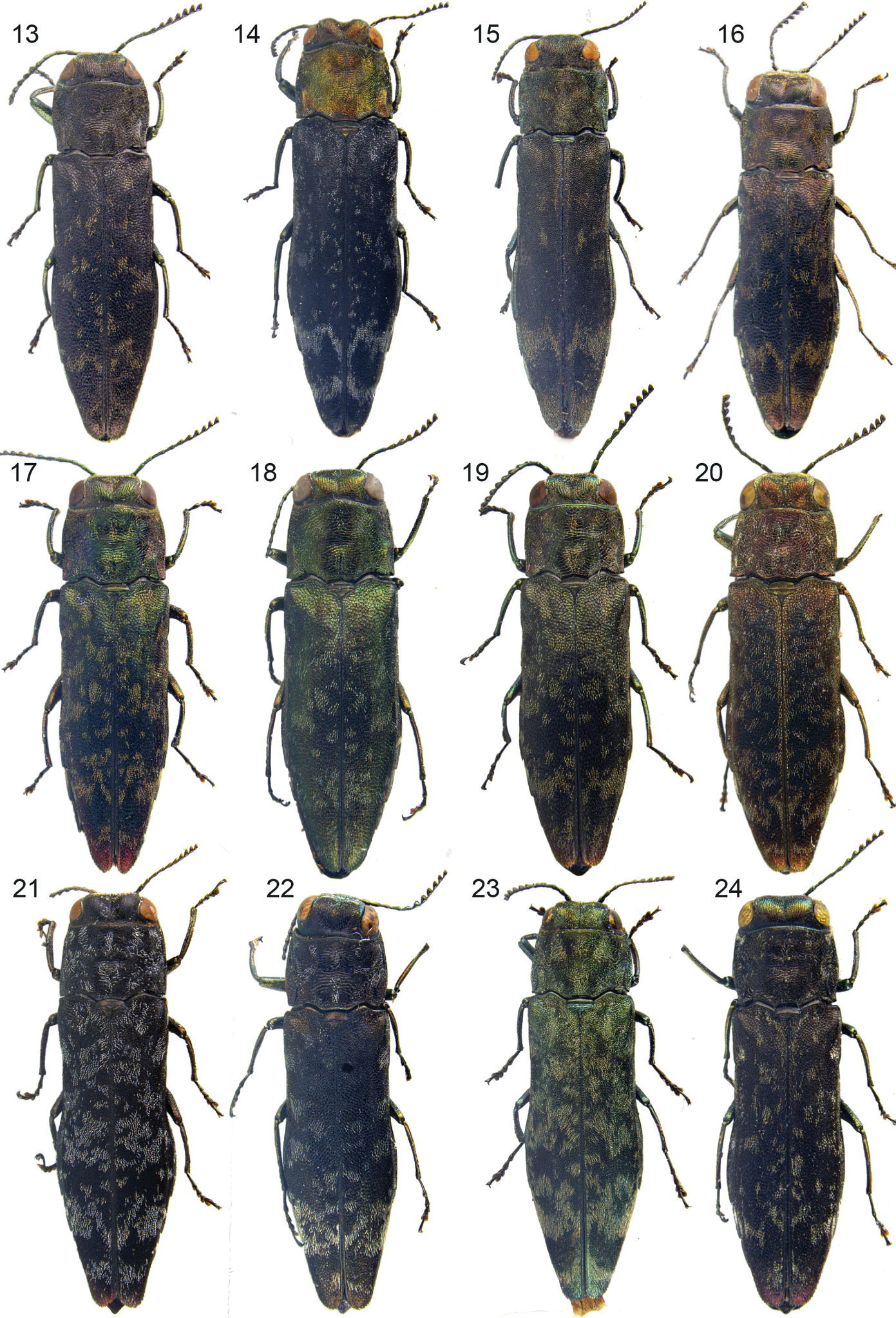
Agrilus sp, różne gatunki

Agrilus – rodzaj chrząszcza z rodziny bogatkowatych. Rozwój larwalny większości przedstawicieli rodzaju przebiega w zdrewniałych organach drzew i krzewów. Niektóre gatunki uważa się za szkodniki, mogą one niszczyć na przykład dęby. Agrilus sp., obok Chrysobothris sp., jest jednym z dwóch kosmopolitycznych rodzajów w obrębie rodziny bogatkowatych. Do 2010 roku opisano blisko 3000 gatunków rozsiedlonych we wszystkich krainach zoogeograficznych. W Polsce występuje 30 gatunków. Jeden z nich, opiętek białowieski, wpisany został do Polskiej Czerwonej Księgi Zwierząt jako gatunek zagrożony (kategoria EN).

## Gatunki i podgatunki
Europejskie:
- Agrilus albaniae Obenberger, 1922
- Agrilus albogularis Gory, 1841
  - Agrilus albogularis albogularis Gory, 1841
  - Agrilus albogularis artemisiae Brisout de Barneville, 1863
  - Agrilus albogularis dalmatinus Obenberger, 1937
  - Agrilus albogularis longepilosus Cobos, 1966
  - Agrilus albogularis perisi Cobos, 1986
- Agrilus albomarginatus Fiori, 1906
- Agrilus angustulus (Illiger, 1803)
- Agrilus antiquus Mulsant & Rey, 1863
  - Agrilus antiquus antiquus Mulsant & Rey, 1863
  - Agrilus antiquus oxygonus Abeille de Perrin, 1907
- Agrilus ater (Linnaeus, 1767)
  - Agrilus ater ater (Linnaeus, 1767)
- Agrilus auricollis Kiesenwetter, 1857
  - Agrilus auricollis auricollis Kiesenwetter, 1857
  - Agrilus auricollis distinctipilis Obenberger, 1924
- Agrilus beauprei Théry, 1928
  - Agrilus beauprei beauprei Théry, 1928
  - Agrilus beauprei mourguesi Schaefer, 1954
- Agrilus betuleti Ratzeburg, 1837
  - Agrilus betuleti betuleti Ratzeburg, 1837
- Agrilus biguttatus (Fabricius, 1776)
- Agrilus binotatus Gory, 1841
- Agrilus buresi Obenberger, 1935
- Agrilus cinctus (Olivier, 1790)
- Agrilus constantini Obenberger, 1927
- Agrilus convexicollis Redtenbacher, 1849
- Agrilus convexicollis convexicollis Redtenbacher, 1849
- Agrilus convexicollis mancini Obenberger, 1927
- Agrilus cuprescens (Ménétriés, 1832)
  - Agrilus croaticus Abeille de Perrin, 1897
  - Agrilus cuprescens caenus Obenberger, 1924
  - Agrilus cuprescens calcicola Obenberger, 1916
  - Agrilus cuprescens cuprescens (Ménétriés, 1832)
  - Agrilus cuprescens paludicola Krogerus, 1923
- Agrilus curtulus Mulsant & Rey, 1863
- Agrilus cyanescens Ratzeburg, 1837
- Agrilus cytisi Baudi, 1870
- Agrilus delphinensis Abeille de Perrin, 1897
- Agrilus derasofasciatus Boisduval & Lacordaire, 1835
- Agrilus elegans Mulsant & Rey, 1863
  - Agrilus elegans elegans Mulsant & Rey, 1863
  - Agrilus elegans teucrii Schaefer, 1949
- Agrilus gianassoi Magnani & Niehuis, 1994
- Agrilus globulifrons Obenberger, 1920
- Agrilus graminis Gory & Laporte, 1837
- Agrilus grandiceps Kiesenwetter, 1857
  - Agrilus grandiceps grandiceps Kiesenwetter, 1857
  - Agrilus grandiceps hemiphanes Marseul, 1866
- Agrilus guerini Boisduval & Lacordaire, 1835
- Agrilus hastulifer Ratzeburg, 1837
- Agrilus hyperici (Creutzer, 1799)
- Agrilus integerrimus Ratzeburg, 1837
- Agrilus italicus Obenberger, 1920
- Agrilus kaluganus Obenberger, 1940
- Agrilus kubani Bílý, 1991
- Agrilus lacus Curletti & Ponel, 1994
- Agrilus laticornis (Illiger, 1803)
- Agrilus lineola Kiesenwetter, 1857
- Agrilus litura Kiesenwetter, 1857
- Agrilus macroderus Abeille de Perrin, 1897
- Agrilus marozzinii Gobbi, 1974
- Agrilus massanensis Schaefer, 1955
- Agrilus meloni Curletti, 1986
- Agrilus mendax Mannerheim, 1837
- Agrilus mogadoricus Escalera, 1914
- Agrilus moriscus Obenberger, 1913
- Agrilus nemeobius Obenberger, 1922
- Agrilus obscuricollis Kiesenwetter, 1857
- Agrilus olivicolor Kiesenwetter, 1857
- Agrilus paganettii Obenberger, 1913
- Agrilus pisanus Curletti, 1980
- Agrilus pratensis Ratzeburg, 1837
- Agrilus pseudocyaneus Kiesenwetter, 1857 − opiętek białowieski
- Agrilus pulvereus Abeille de Perrin, 1895
- Agrilus relegatus Curletti, 1990
  - Agrilus relegatus alexeevi Bellamy, 1998
  - Agrilus relegatus relegatus Curletti, 1990
- Agrilus ribesi Schaefer, 1946
- Agrilus roscidus Kiesenwetter, 1857
- Agrilus salicis Frivaldszki, 1877
- Agrilus sericans Kiesenwetter, 1857
- Agrilus sinuatus (Olivier, 1790)
- Agrilus solieri Gory & Laporte, 1837
- Agrilus subauratus (Gebler, 1833)
- Agrilus sulcicollis Boisduval & Lacordaire, 1835
- Agrilus suturisignatus Obenberger, 1924
- Agrilus suvorovi Obenberger, 1935
- Agrilus trinacriae Obenberger, 1924
- Agrilus uhagoni Abeille de Perrin, 1897
- Agrilus ukrainensis Obenberger, 1936
- Agrilus vaginalis Abeille de Perrin, 1897
  - Agrilus vaginalis philipovi Alexeev, 1965
- Agrilus viridicaerulans Marseul, 1868
  - Agrilus viridicaerulans rubi Schaefer, 1937
- Agrilus viridis Linnaeus, 1758
- Agrilus viscivorus Bílý, 1991
- Agrilus zigzag Marseul, 1866

Amerykańskie (wybór):
- Agrilus anxius
- Agrilus extraneus Fisher, 1933
- Agrilus planipennis